# Topfreedom

Símbolo do topfreedom.

Topfreedom,  em português Liberdade  da  Parte  de  Cima, é um movimento social que defende o reconhecimento do direito de mulheres e garotas ficarem sem a parte de cima da roupa em público, nos mesmos lugares onde homens e garotos possuem este direito.  Exemplos de áreas públicas onde esse direito pode ser exercido incluem praias, piscinas e parques, embora os princípios do movimento não informem alguma restrição quanto ao local. As razões para libertar-se da parte de cima da roupa incluem permitir mães amamentantes a amamentar em público, onde atualmente isto é visto como inapropriado; bronzeamento; conforto; e igualdade dos gêneros.
Os princípios do movimento de libertação da parte de cima da roupa contestam até ao máximo as conotações do termo "sem a parte de cima" (em inglês:  topless),  e geralmente preferem o termo "livre da parte de cima" (em inglês:  topfree).

## Argumentos culturais
A cultura ocidental, especialmente nos Estados Unidos bem como a tradição do Islão, geralmente se opõem a mulheres "sem a parte de cima" da roupa, em público, interpretando a exibição do peito feminino como de natureza sexual, e por isso indecente. Em contraste, o peito masculino geralmente não é considerado sexual. Alguns zoólogos, (notavelmente Desmond Morris) acreditam que através da evolução natural humana, os peitos femininos adquiriram características sexuais secundárias em contrapartida com as nádegas em outros primatas. Para mais informações, consulte peito.

## Movimento de libertação da parte de cima da roupa por região

### Europa, o Mediterrâneo, e outros países ocidentais
Na Europa e Austrália, ficar "sem a parte de cima" da roupa em praias públicas é, há muito, a norma, embora reportagens recentes da mídia mostram uma possível reversão na moda, com menos mulheres tomando banhos de sol "sem a parte de cima" da roupa nas praias francesas, e as mais jovens em particular, adquirindo uma atitude mais crítica em relação à exposição pública dos seios.
Em alguns lugares, tomar banho de sol "sem a parte de cima" da roupa é permitido legalmente; em outros, ficar "sem a parte de cima" da roupa se popularizou de modo a tornar-se um senso comum aceitável. No Lago de Banho das Senhoras de Kenwood no Hampstead Heath de Londres, é permitido o nado e os banhos de sol "sem a parte de cima" da roupa desde 1976, embora homens não possam frequentar as áreas de banho.
Redes internacionais de hotelaria, com propriedades em múltiplas localidades e países, desenvolveram uma política tolerante. Muitos hóteis, resort e complexos condominais agora permitem banhos de sol "sem a parte de cima" da roupa de banho nas suas piscinas, e alguns navios de cruzeiro oferecem espaços somente para adultos, onde as mulheres podem libertar-se da parte de cima da roupa de banho.
Em algumas regiões, mulheres ficarem "sem a parte de cima" se tornou aceitável em lugares específicos, como Guadeloupe na Guiana Francesa; St. Barts, Martinique, e St. Martin no Caribe; Cidade do Cabo na África do Sul; Tabah,:140 Tel Aviv, e Eilat, em Israel; e Ibiza e Formentera na Espanha. Isto também é fato em algumas partes da Grécia, México, Venezuela, e Brasil. Em praticamente todas as praias da costa Adriática da Croácia e das praias mediterraneas da Europa o topless e permitido.
Um movimento de protesto chamado "Bara Bröst" (um trocadilho que significa tanto "Apenas Peitos" e "Peitos Descobertos") apareceu na Suécia em setembro de 2007 para promover os direitos das mulheres de ficarem "sem a parte de cima" em lugares onde homens também podem estar "sem a parte de cima".  Vários eventos foram  organizados em piscinas de banho públicas em setembro e outubro daquele ano.
Embora ficar "sem a parte de cima" não é ilegal, vários estabelecimentos públicos e privados possuem um código de vestimenta que exige que todos vistam partes de cima: indivíduos sem a parte de cima podem ser impedidos de entrar ou removidos. O grupo conquistou uma vitória significativa em junho de 2009 quando em Malmö, o comitê de esportes e recreação da cidade, aprovou novas legislações que exigiam que todos usassem trajes de banho nas piscinas cobertas de banho público, não exigiam que mulheres cobrissem seus peitos. Na Polônia, um país predominantemente católico e conservador, duas mulheres, incluindo a modelo Dorota Krzysztofek, foram repreendidas em corte e multadas por tomar banho de sol sem a parte de cima, depois de se recusarem a pagar certa quantia original. Na Australia, um membro conservador do parlamento enviou uma proposta no final de 2008 que teria banido essa prática em público, para evitar ofender visitantes de países do Oriente Médio ou Ásia.

### Países asiáticos

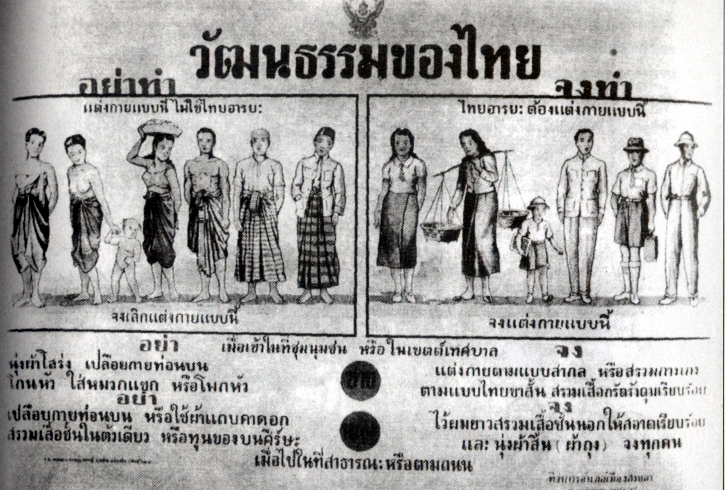
Um pôster do governo tailandês da era Marshal Plaek Pibulsonggram (1938-1945) encorajando as mulheres Tailandesas a parar de mostrar seus peitos e adotar uma maneira "civilizada" de vestir.

Em muitos países asiáticos e do sudeste asiático com normas socialmente mais conservadoras, as mulheres são proibidas de se livrar da parte de cima da roupa em qualquer local público. No entanto, algumas vezes há exceções para visitantes ocidentais em locais como Phuket, Samui, e Samet na Tailândia. Na China, uma visitante da Bulgária causou comoção em agosto de 2009 quando ela foi sem a parte de cima do traje de banho ao Clube Balneário Seaside Número 1 em Qingdao. Enquanto cidadãos locais estavam incomodados, não havendo uma lei que exija a parte de cima em locais públicos, permitiu-se à mulher continuar seu banho de sol dessa forma.

### Oriente médio
Em julho de 2008 a polícia na cidade-estado muçulmana de Dubai reprimiu visitantes estrangeiras que estavam "indecentes" nas praias locais, detendo 79 pessoas.  Enquanto turistas em Dubai podem usar biquínis nas praias dos Emirados e caminhar nas ruas usando shorts, a parte de cima é exigida. Na Tunísia, onde 80% da população é Muçulmana, turistas da Europa podem tomar banho de sol sem a parte de cima nas praias e piscinas privadas dos hotéis, enquanto mulheres muçulmanas devem vestir chadorah completa nas praias públicas. Sinais em diversos idiomas foram erguidos nas praias de Dubai, avisando que mulheres que estiverem sem a parte de cima irão enfrentar acusação criminal e sentenças de até seis meses de prisão.

### Estados Unidos

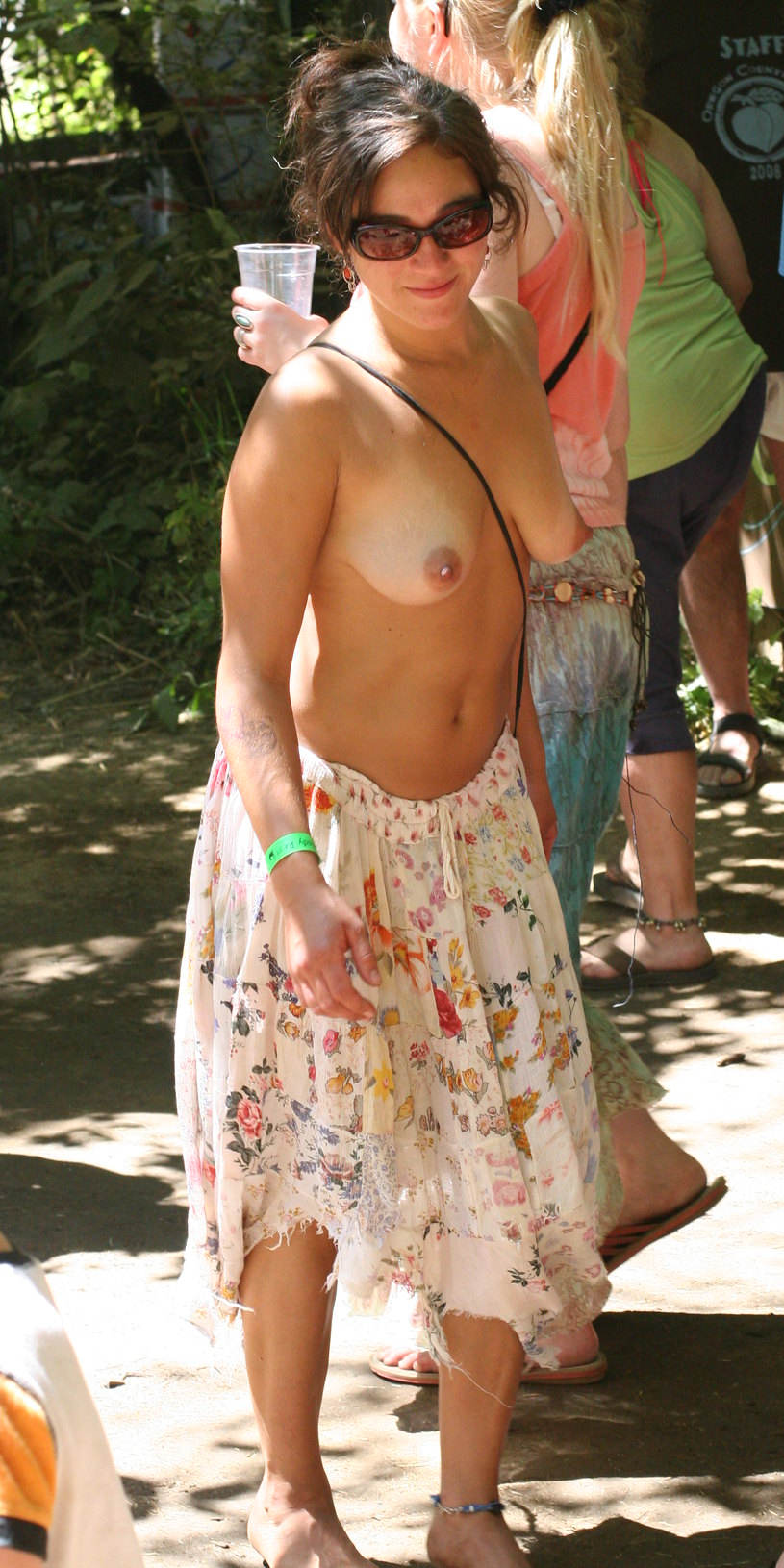
Visitante sem a parte de cima a Feira Provincial de Oregon de 2008 em Veneta, Oregon.

Mulheres sem a parte de cima em público são proibidas na maioria dos estados dos Estados Unidos. Alguns estados não possuem leis contra essa prática, mas permitem que governos locais criem legoislação sobre o que é apropriado segundo seus "padrões" locais. Nos Estados Unidos, a resistência a mulheres sem a parte de cima é muito maior do que no continente europeu ou na Austrália, mesmo estendendo-se a controvérsia sobre a amamentação em público.  
 Ficar sem a parte de cima é tolerado durante eventos específicos em alguns locais específicos, como a corrida Bay to Breakers de São Francisco e a Feira Provincial de Oregon.
Em fevereiro de 2005 na California, a advogada Liana Johnsson sustentou que, ao abrigo da Lei de Megan, mulheres condenadas por exposição indecente (por amamentar ou bronzearem-se) podem encontrar-se listadas como agressoras sexuais juntamente com estupradores e molestadores de crianças.  Os Rochester Topfree Seven foi processado em 1986 em Rochester, Nova Iorque mas foi absolvido em 1992.
Em dezembro de 2007, 50 residentes de Pittsfield, Massachusetts entraram com uma petição no município, pedindo uma praia segregada especialmente para bronzeamento sem a parte de cima para ambos, homens e mulheres. A petição foi rejeitada pelo conselho do município por votação de 9x2, com o prefeito chamando-a de "inaceitável e desnecessária". Moradoras juraram continuar sua batalha.
Devido à resistência pública a mulheres sem a parte de cima, um pequeno movimento nesse sentido vem crescendo. O termo topfree é usado como alternativa a topless , que carrega conotações sexuais e ilegais, o que pode trazer respostas negativas. Algumas mulheres preferem o termo "direitos livres de camiseta" (em inglês:  shirtfree rights).[carece de fontes?]
Alguns lugares na América do Norte aprovaram leis permitindo mulheres a ficarem sem a parte de cima de público, embora as mulheres não necessariamente fazem uso destas leis.  Locais permitindo a mesma roupa para ambos sexos incluem:
Estados
- Alguns estados dos Estados Unidos, incluindo
  - California costa, incluindo Black's Beach, Santa Cruz[34]
  - Havaí[35]
  - Maine[36][37]
  - Nova Iorque[38]
  - Ohio[39]
  - Texas[40]

Cidades

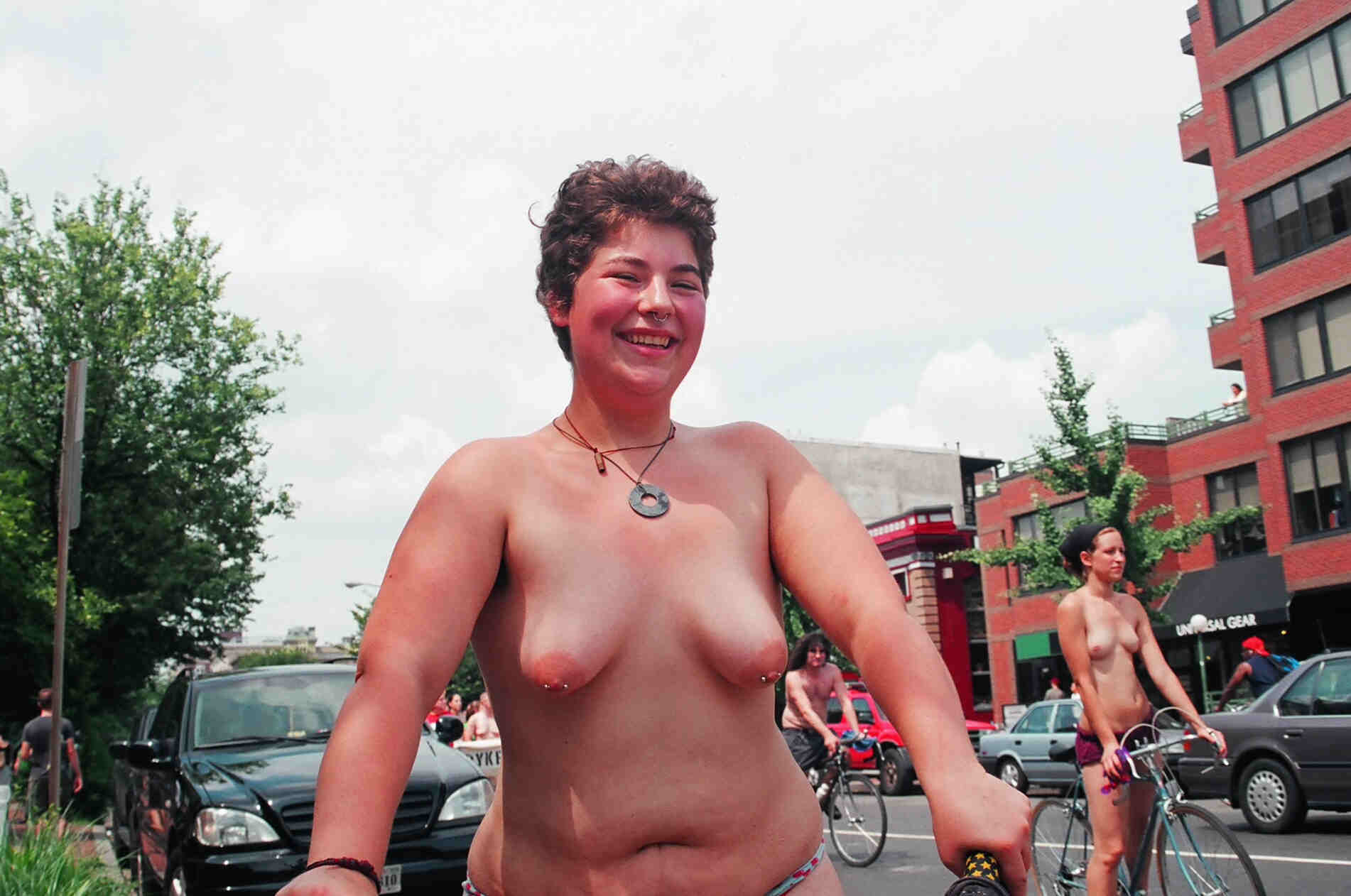
Dyke March, 17th Street próximo a P Street NW, em Washington D.C no Sábado, 11 de Junho de 2005.

- Algumas cidades, localidades e eventos permitem topfreedom, incluindo
  - Austin, Texas
  - Boulder, Colorado
  - Eugene, Oregon
    - Oregon Country Fair

  - Praia Lucy Vincent em Chilmark no Martha's Vineyard
  - Portland, Oregon[41]
  - South Beach, Praia Maiami, Florida
  - Key West, Florida
    - Fantasy Fest

  - Nova Orleans, Louisiana
    - Mardi Gras

  - Washington, D.C.
  - Columbus

Mesmo onde livrar-se da parte de cima é legal, a polícia ainda pode prender essas mulheres por conduta desordeira ou acusações similares.

### Canadá
Em 1991, Gwen Jacob foi presa por caminhar por uma rua em Guelph, Ontario sem a parte de cima da roupa. Ela foi absolvida em 1996 pela suprema corte em Ontario.
A Associação De Direitos Iguais da Liberdade da Parte de Cima (em inglês:  TERA) é uma organização canadense com o interesse de ajudar mulheres em ambos Canadá e Estados Unidos, que tenham problemas legais exercendo seus direitos de ir 'livres da parte de cima' onde os homens são permitidos de ir.
- Algumas províncias do Canadá, incluindo:
  - British Columbia
  - Manitoba
  - Ontario[44] (onde a igualdade foi testada e encorajada diversas vezes)

### Organizações
- Comitê de Ação Naturalista (em inglês:  NAC)
- Associação De Direitos Iguais da Liberdade da Parte de Cima (em inglês:  TERA)
- Organizações livres de roupas
- Ciclismo Pelado Mundial
- Free the Nipple
- Go Topless Day

### Pessoas
- Judy E. Williams: Membro da diretoria da NAC, conselheira chefe do TERA, Integrande da Sociedade de Preservação da Praia Wreck (em inglês:  WBPS) em Vancouver, BC
- Gwen Jacob:  caso de teste para "liberdade da parte de cima" que venceu em Ontario, Canadá.[44]
- Linda Meyer:  caso de teste para "liberdade da parte de cima" pelo British Columbia.  Em 08 de julho de 2000, ela venceu na corte contra Maple Ridge, BC.  Ela foi detida na piscina coberta de banho público do distrito de Maple Ridge.  Isto foi após ela ter provocado prisões por vários anos, e ter ido para a cadeia, para ganhar na corte e portanto parar a perseguição oficial por suas atividades públicas de "liberdade da parte de cima".
- Paul Rapoport: ativista da "liberdade da parte de cima", escritora, editora do Going Natural (em português:  Tornando-se Natural), uma publicação da FCN.
- Sue Richards: Publisher of the topfree, breast health calendar Breast of Canada.
- Morley Schloss: membro da diretoria da NAC, ativista da "liberdade da parte de cima".
- Nikki Craft: feminista, antiga ativista "livre de camiseta", agora desfiliada do movimento.